# László Szebellédy
László Szebellédy  (* 20. April 1901 in Rétság; † 23. Januar 1944 in Budapest) war ein ungarischer Chemiker. Er arbeitete an der Universität Budapest und war dort ab 1939 Professor für Anorganische und Analytische Chemie. Er entwickelte mit seinem Mitarbeiter Zoltán Somogyi die Coulometrie als Analysenmethode. Szebellédy starb 1944 infolge einer Krebserkrankung.